# Zabierzów (województwo małopolskie)

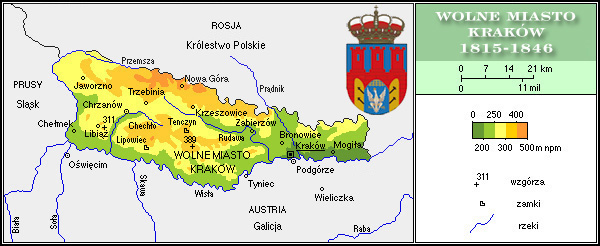
Położenie Zabierzowa na terenie Wolnego Miasta Kraków (1815–1846)

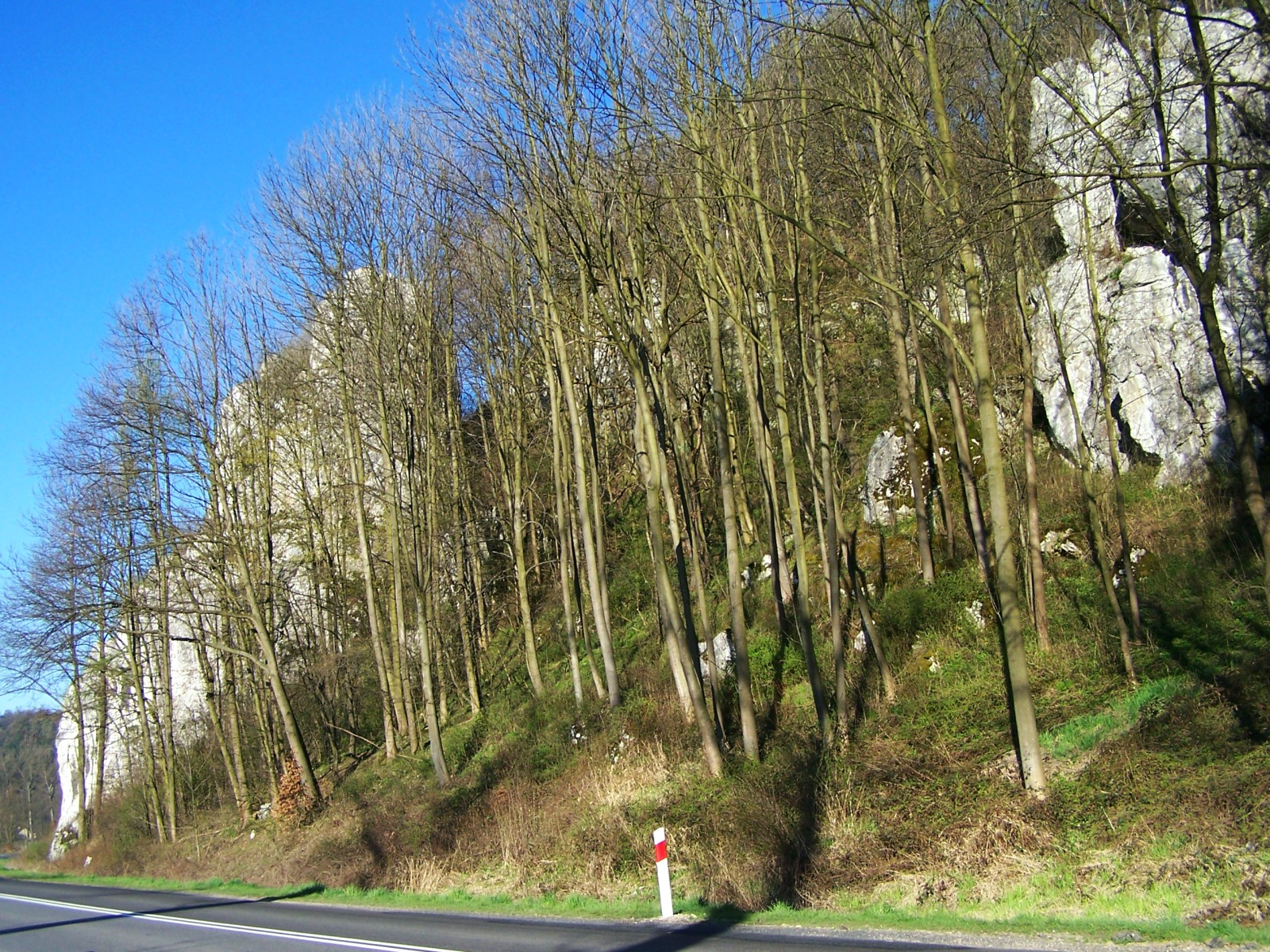
Skała Kmity

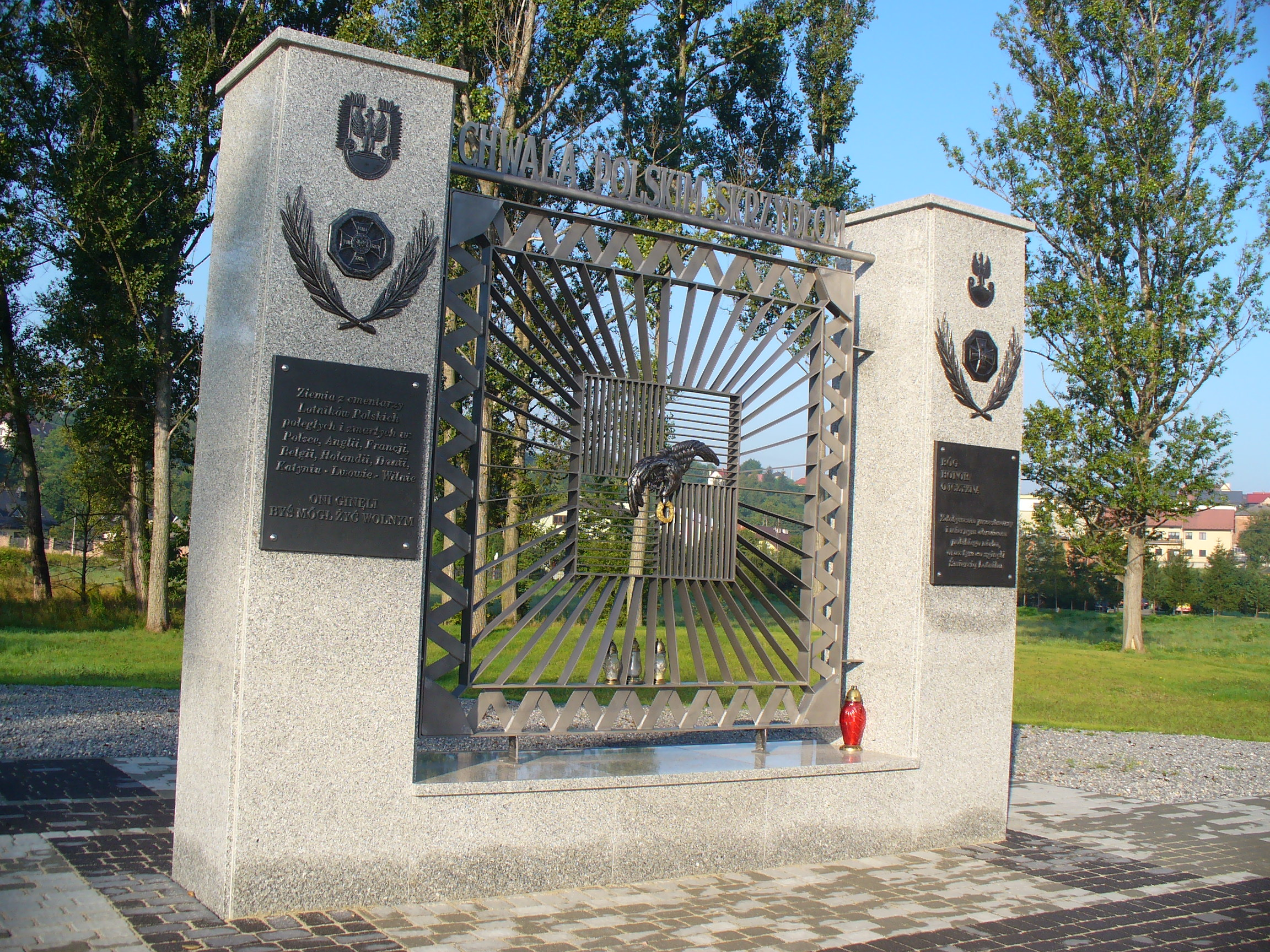
Pomnik Lotników Polskich

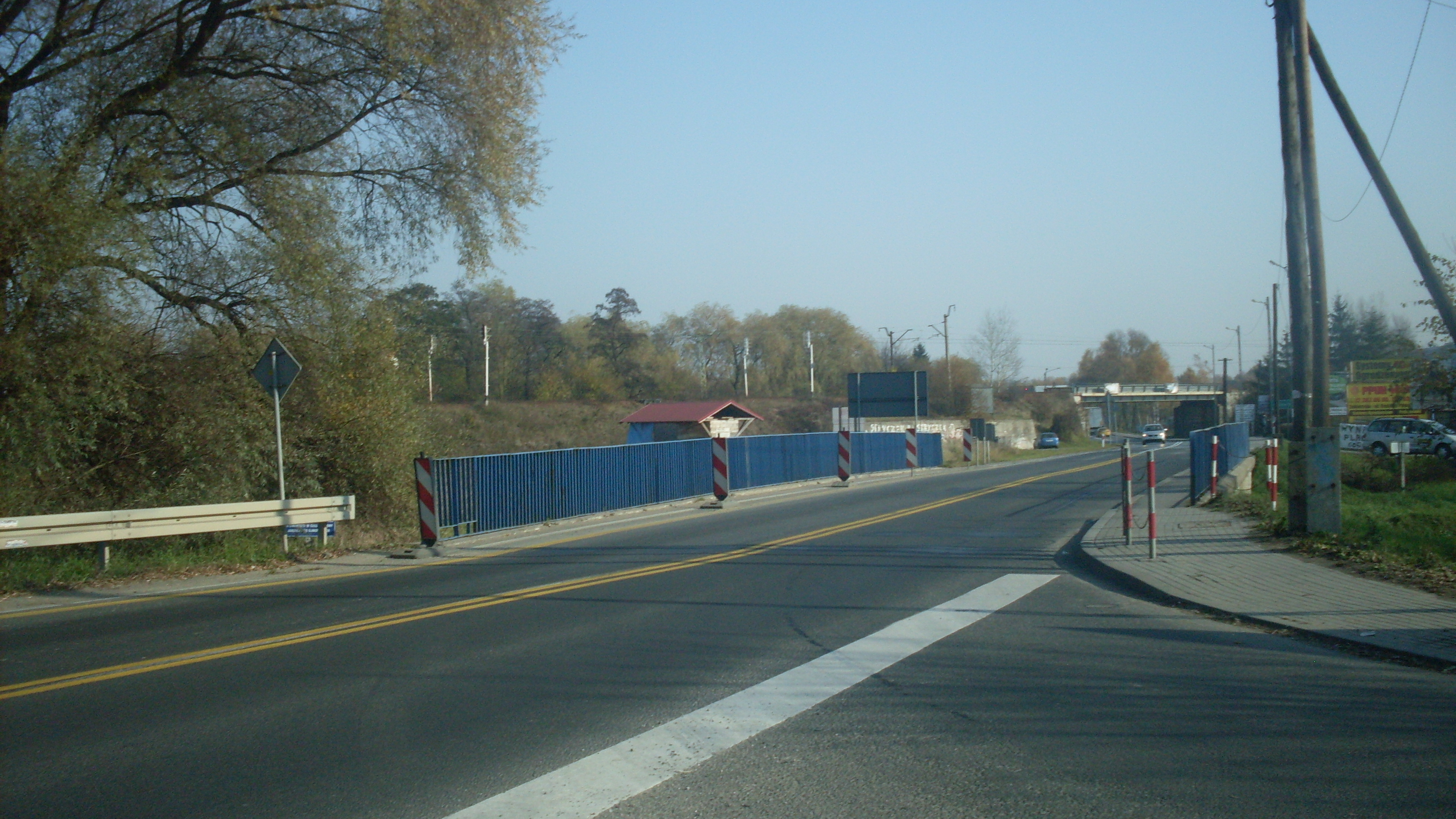
Most na rzece Rudawie w ciągu 79

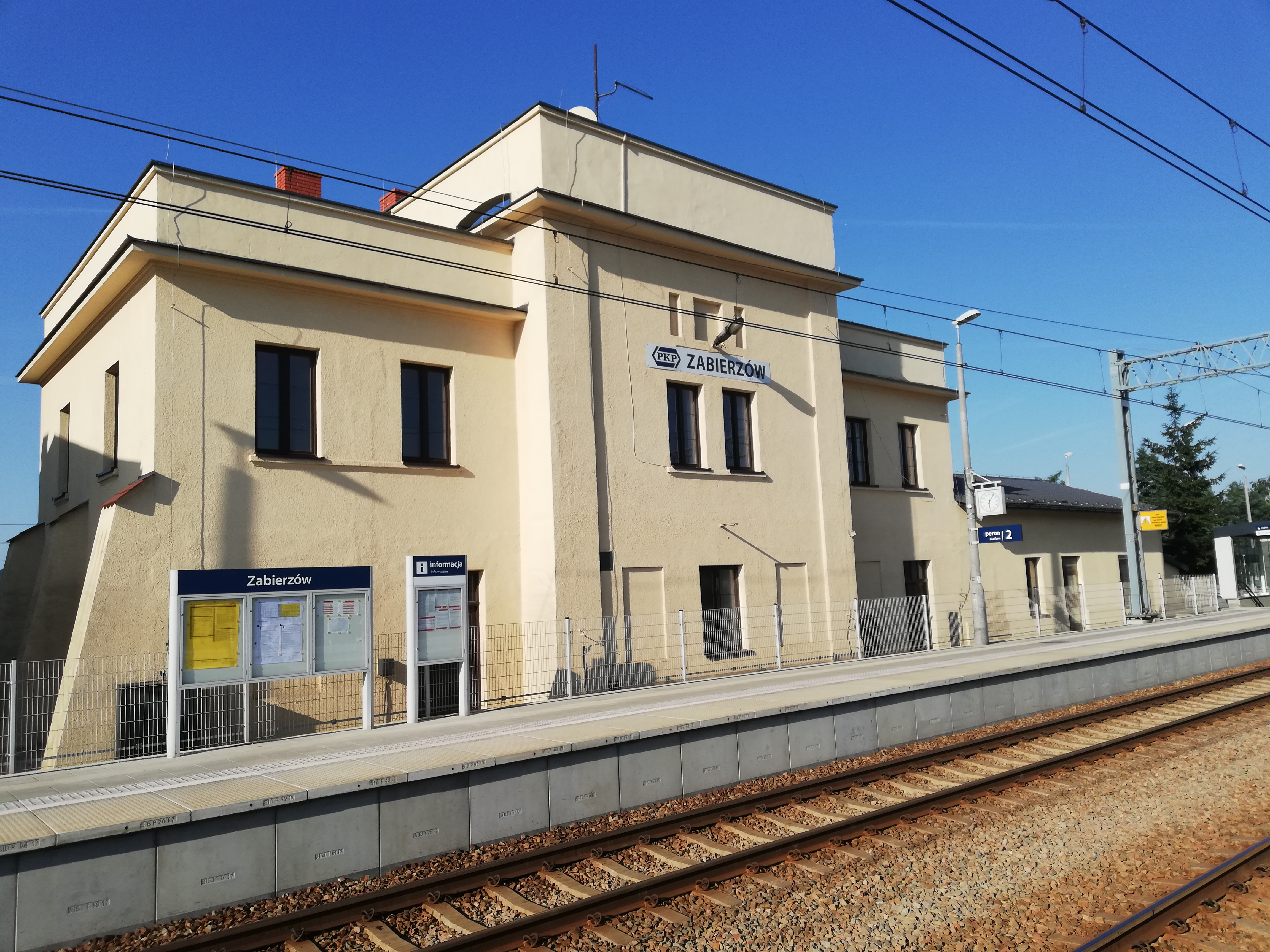
Budynek stacji kolejowej

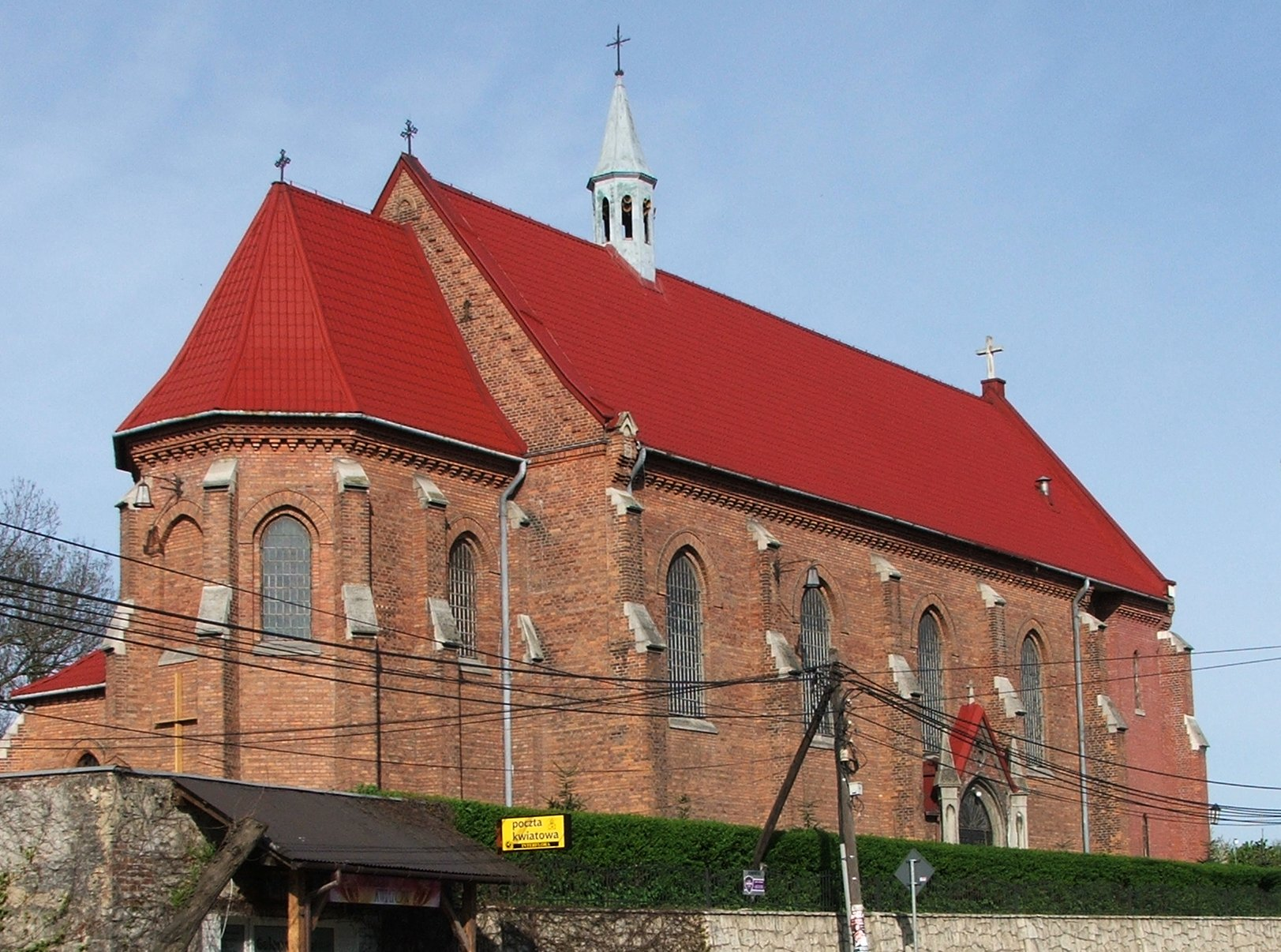
Kościół w Zabierzowie

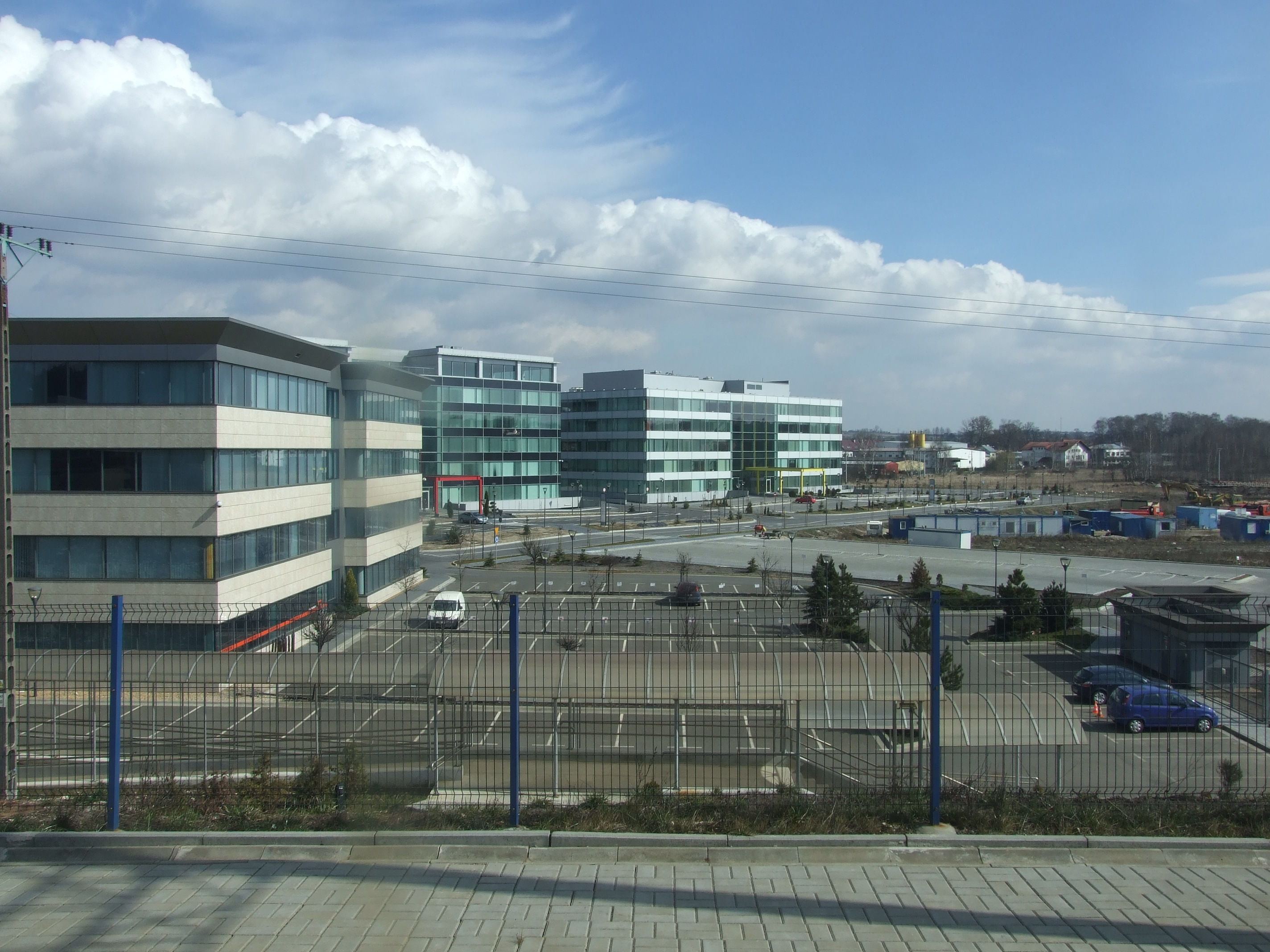
Eximius Park

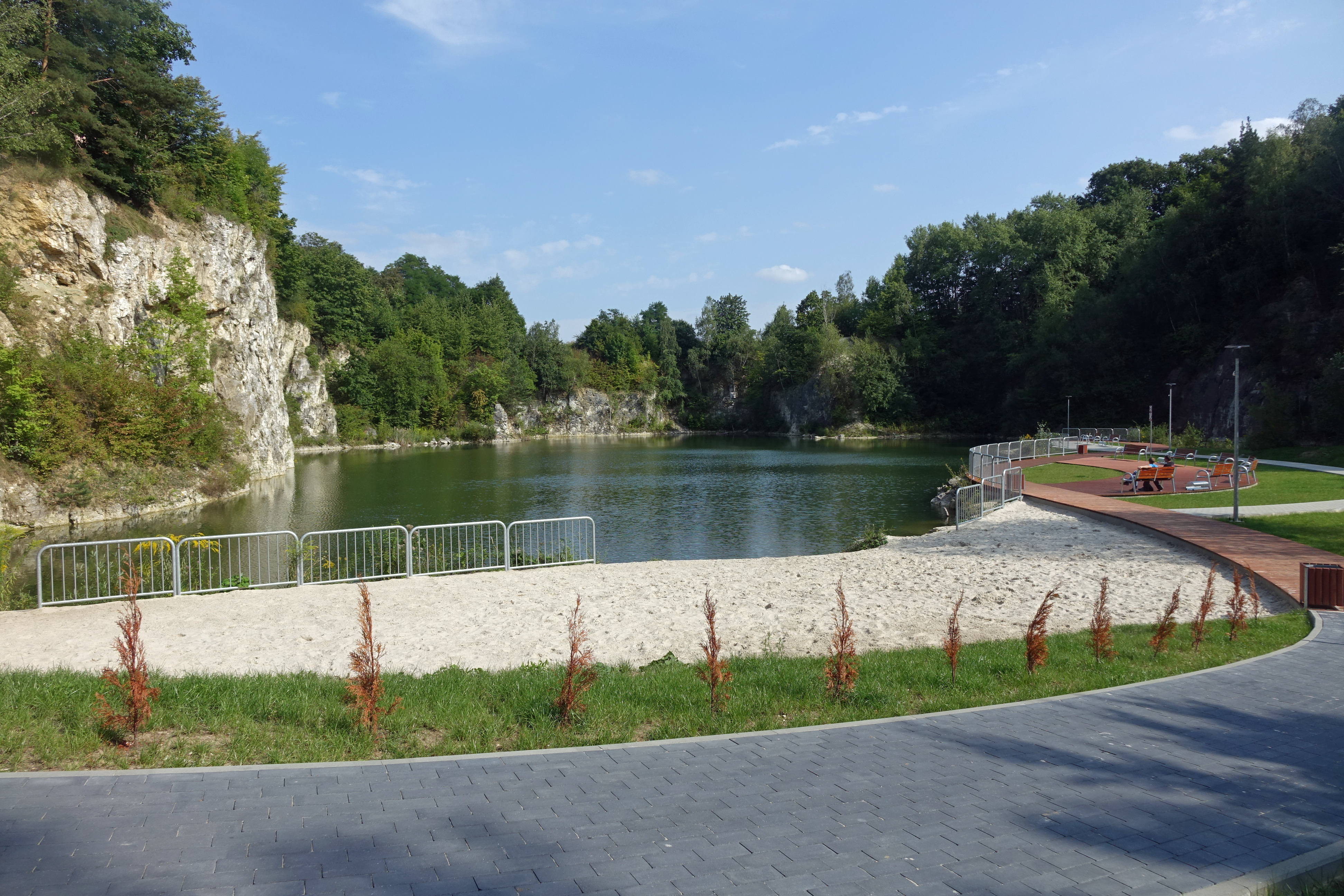
Park rekreacyjny na terenie kamieniołomu w Zabierzowie, 2019

Zabierzów – wieś w Polsce położona w województwie małopolskim, w powiecie krakowskim, w gminie Zabierzów. Miejscowość jest siedzibą gminy Zabierzów oraz Nadleśnictwa Krzeszowice.
W roku 2021 we wsi mieszkało 6106 osób, z czego 52,3% mieszkańców stanowiły kobiety, a 47,7% mężczyźni.

## Położenie
Wieś znajduje się na terenie Rowu Krzeszowickiego (obniżenie terenu pomiędzy Wyżyną Olkuską a Garbem Tenczyńskim), a także Garbu Tenczyńskiego, po obu brzegach rzeki Rudawy, do której na terenie Zabierzowa uchodzą dwa potoki spływające z Wyżyny Olkuskiej: Kobylanka i Kluczwoda. Przez miejscowość przebiegają dwie główne drogi: 79 i 774 i linia kolejowa Kraków – Katowice.

## Historia
W 1254 wzmiankowany jako Rogoźnik należał do klasztoru norbertanek. W XVI w. dzierżawcą dóbr Zabierzowa był Jakub Śladkowski. Wieś położona w końcu XVI wieku w powiecie proszowskim województwa krakowskiego była własnością klasztoru norbertanek na Zwierzyńcu w Krakowie.
Od połowy owego wieku coraz bardziej popularna była przestronna, piaszczysta droga z Krakowa na Śląsk, biegnąca przez wieś. Pod koniec XVIII w. przybrała kształt ulicówki. 13 października 1847 otwarto stację kolejową. Według austriackiego spisu ludności z 1900 w 130 budynkach w Zabierzowie na obszarze 553 hektarów mieszkało 1147 osób, z czego 1090 (90%) było katolikami, 50 (4,4%) wyznawcami judaizmu, 4 (0,3%) grekokatolikami, a 3 (0,3%) innej religii lub wyznania, 1136 (99%) było polsko-, a 11 (1%) niemieckojęzycznymi.
W czasie II wojny światowej w Zabierzowie istniała silna placówka Armii Krajowej, nosząca kryptonim "Smuga". 3 lutego 1943 r. w domu rodziny Poganów w Zabierzowie Gestapo zatrzymało wszystkich, którzy weszli do prowadzonego przez nią sklepu. W wyniku tej zasadzki 30 osób trafiło do więzienia Montelupich w Krakowie, a następnie część z nich do obozu Auschwitz-Birkenau. Wśród zatrzymanych był również por. Piotr Olek ps. "Gołąb", dowódca placówki AK. Zginął on w czasie nieudanej próby ucieczki. W 1993 r. przy ul. Rodziny Poganów wzniesiono pomnik upamiętniający żołnierzy AK w Zabierzowie.
W 1947 wieś została zelektryfikowana. Powstała nieistniejąca już Zabierzowska Fabryka Maszyn. W latach 1958–1962 zbudowano nowy budynek szkoły podstawowej, która przyjęła imię Janusza Korczaka.
W latach 70. XX w. powstał zespół pracowniczych ogrodów działkowych ówczesnej Huty im. Lenina na tzw. Latynodze, na której powstały osiedla domów jednorodzinnych. We wrześniu 2008 rozpoczęła się budowa nowego centrum miejscowości z ratuszem i centrum handlowo-usługowym na terenie byłego zakładu produkcyjnego (Kamex). Planowane otwarcie na 2010 nie doszło do skutku z powodu znikomej realizacji inwestycji. W 2014 powstał tzw. ratusz (budynek siedziby urzędu gminy, bez centrum handlowo-usługowego) i płyta rynku.
W latach 1975–1998 miejscowość należała administracyjnie do województwa krakowskiego.

## Zabytki
Obiekt wpisany do rejestru zabytków nieruchomych województwa małopolskiego.
- Willa ul. Krakowska 149 (d. 101) z otoczeniem ogrodowym i drzewostanem.

## Turystyka
Cała część miejscowości po południowej stronie rzeki Rudawy znajduje się na terenie Tenczyńskiego Parku Krajobrazowego. Zbocza i płaszczyzna wierzchołkowa Grzbietu Tenczyńskiego porośnięte są dużym kompleksem leśnym zwanym Lasem Zabierzowskim, stanowiącym ulubione miejsce relaksu mieszkańców i turystów. Przebiega przez niego szlak turystyczny, wyznaczono w nim szereg ścieżek dydaktycznych i tras rowerowych, znajdują się liczne skałki, wąwozy, a z odkrytych miejsc wierzchołkowych roztacza się szeroka panorama.
W 2019 ukończono pierwszy etap budowy parku rekreacyjnego na terenach dawnego kamieniołomu wapienia jurajskiego do produkcji kredy (eksploatowanego w latach 1922–1992).
Na wschodnim zboczu tego lasu, w miejscu gdzie Rudawa przełamuje Garb Tenczyński znajduje się krajobrazowy rezerwat przyrody Skała Kmity. Trasa rowerowa umożliwia również zwiedzenie Dolinek Krakowskich. W południowo-wschodniej części miejscowości znajduje się wzgórze Pod Rokoszem, w południowej części Pozornia, a na zachód od owego wzgórza wąwóz Zapustny Dół. Pomiędzy Zabierzowem a Balicami znajduje się Dolina Grzybowska.
Szlaki turystyczne
 – z Zabierzowa przez park przy starym kamieniołomie, dalej przez Las Zabierzowski, Kleszczów, Brzoskwinię, Dolinę Brzoskwinki, Chrosnę, wąwóz Półrzeczki, Dolinę Mnikowską do Mnikowa.
Szlaki rowerowe
 (rowerowy szlak brzozowy) – z Zabierzowa przez Bolechowice obok Bramy Bolechowickiej przez Karniowice, Dolinę Kobylańską, Las Krzemionka, Zelków i Gacki, skąd można do Zabierzowa powrócić dwoma wariantami: przez Bolechowice lub Ujazd.

## Ulice
- Białych Brzóz – w południowej części wsi – Wielkie Pola, domy jednorodzinne;
- Bociania – w północnej części wsi – Nadwodzie, domy jednorodzinne;
- Boczna Leśna – w południowej części wsi – Pogorzany;
- Brzozowa – w południowej części wsi – Kamieniec, na wzgórzu Pod Rokoszem, domy jednorodzinne;
- Cmentarna – w południowo-centralnej części wsi, domy jednorodzinne, cmentarz, stadnina koni;
- Dębowa – w centrum wsi – Nawsie, domy jednorodzinne;
- Działkowa – w północno-zachodniej części wsi – Zamłynie;
- Gazowa – w zachodniej części wsi – Pasieka, domy jednorodzinne i rozdzielnia gazu;
- Jodłowa – w południowej części wsi – Wielkie Pola, domy jednorodzinne;
- Kalwaryjska – w południowo-centralnej części wsi, domy jednorodzinne;
- Kamienna – w południowej części wsi – Kamieniec, ciągnąca się na wzgórze Pod Rokoszem, domy jednorodzinne;
- Kątowa – we wschodniej części wsi, budynki produkcyjne i domy jednorodzinne;
- Kmity – droga nr 774, w południowej części wsi – domy jednorodzinne, pomnik Lotników Polskich, Skała Kmity;
- Kolejowa – reprezentacyjna ulica w centrum Zabierzowa: Urząd Gminy, gimnazjum, Bank Spółdzielczy, Ośrodek Sportowo-Rekreacyjny, agencja pocztowa, apteka (wszystkie po południowej stronie linii kolejowej), a za wiaduktem kolejowym (po północnej stronie linii kolejowej): stacja kolejowa, budynki GS;
- Konwaliowa – w zachodniej części wsi – Gaj, pod Lasem Zabierzowskim;
- Krakowska – droga krajowa nr 79, biegnąca równoleżnikowo od centrum wsi na wschód, domy jednorodzinne, obiekty handlowe i produkcyjne, apteka, Eximius Park z przystankiem kolejowym Zabierzów Rząska, oczyszczalnia ścieków, Biedronka, zabytkowa willa;
- Krótka – w centrum wsi, domy jednorodzinne;
- Kruka – w południowej części wsi – Wielkie Pola;
- Krzyżowa – w południowej części wsi – Wielkie Pola, domy jednorodzinne, ogródki działkowe;
- Leśna – w południowej części wsi – Pogorzany, Nadleśnictwo Krzeszowice, Tesco, stacja benzynowa, radar Zapałka, domy jednorodzinne i budynki mieszkalne;
- os. Leśna Polana – w południowej części wsi – Wielkie Pola, domy jednorodzinne;
- os. Lipowy Gaj – w zachodniej części wsi – Gaj – osiedle domów jednorodzinnych w zabudowie bliźniaczej;
- Lotniskowa – w południowej części wsi – Wielkie Pola, domy jednorodzinne, ogródki działkowe;
- Ładna – w południowej części wsi – Kamieniec, domy jednorodzinne;
- Łąkowa – w zachodniej części wsi – Moczydło, domy jednorodzinne;
- Malinowa – w południowej części wsi – Kamieniec, domy jednorodzinne;
- Mostowa – w zachodniej części wsi – Gaj (koło mostu kolejowego na rzece Rudawa), domy jednorodzinne i magazyny;
- Myszala – w centrum wsi, domy jednorodzinne;
- Nad Wodą – w północnej części wsi – Zamłynie, nad rzeką Rudawą, domy jednorodzinne, hurtownia odzieży używanej, piekarnia, zakłady mechaniczne, wytwórnia pomp ciepła;
- Niecała – w północnej części wsi – Zamłynie, domy jednorodzinne;
- Norbertanek – w centrum wsi – Nawsie, domy jednorodzinne;
- Ogrodowa – w centrum wsi, domy jednorodzinne;
- Parkowa – w centrum wsi, domy jednorodzinne;
- Piaski – w zachodniej części wsi – Moczydło, domy jednorodzinne;
- Polna – w południowej części wsi, domy jednorodzinne;
- Południowa – w południowej części wsi – Wielkie Pola, domy jednorodzinne;
- Poziomkowa – w zachodniej części wsi – Piaski, pod Lasem Zabierzowskim, przy południowym wylocie Zapustnego Dołu w Teńczyńskim Parku Krajobrazowym, domy jednorodzinne;
- Przy Torze – w północno-zachodniej części wsi – Zamłynie, przy linii kolejowej, ogródki działkowe, domy jednorodzinne;
- Radosna – w zachodniej części wsi – Pasieka, domy jednorodzinne;
- Rodziny Poganów – w północnej części wsi, domy jednorodzinny, były młyn, pomnik żołnierzy AK;
- Rzemieślnicza – we wschodniej części wsi – Zamoście, budynki produkcyjno-usługowe, domy jednorodzinne;
- Sadowa – w centrum wsi, domy jednorodzinne;
- os. Sienkiewicza – w północnej części wsi – pomiędzy stacją PKP a rzeką Rudawą, bloki mieszkalne;
- Słoneczna – w zachodniej części wsi – Pasieka, domy jednorodzinne;
- Spokojna – w zachodniej części wsi – Gaj, domy jednorodzinne i firma FoodCare (dawne Gellwe);
- Sportowa – w centrum wsi – Nawsie, komisariat policji, stadion Kmita Zabierzów, domy jednorodzinne, przedszkole;
- Szkolna – w centrum wsi, szkoła podstawowa, Gminny Ośrodek Kultury, biblioteka, OSP, domy jednorodzinne;
- Śląska – droga krajowa nr 79, biegnąca równoleżnikowo od centrum wsi do Kochanowa (na zachodzie), domy jednorodzinne, ośrodek zdrowia, poczta, stacja benzynowa, restauracja;
- Topolowa – w południowej części wsi – Kamieniec, domy jednorodzinne;
- Wapienna – w centrum wsi Lewiatan, domy jednorodzinne;
- Wąska – w zachodniej części wsi – Pasieka, domy jednorodzinne;
- Widokowa – w południowej części wsi – Kamieniec, ciągnąca się na wzgórze Pod Rokoszem, domy jednorodzinne;
- Wielkie Pola – w południowej części wsi – Wielkie Pola, domy jednorodzinne, ogródki działkowe;
- Willowa – we wschodniej części wsi – Pobabie, domy jednorodzinne;
- Wrzosowa – w zachodniej części wsi – Gaj, domy jednorodzinne
- Zachodnia – w zachodniej części wsi – Gaj, domy jednorodzinne i magazyny FoodCare;
- Zacisze – w południowej części wsi – Wielkie Pola, domy jednorodzinne;
- Zawiła – w południowo-centralnej części wsi, domy jednorodzinne;
- Źródlana – w zachodniej części wsi – Moczydło, domy jednorodzinne.

## Sport
- Akademia Piłkarska Kmita Zabierzów[13];
- Jura Basket Zabierzów[14];
- Klub Sportowy Kmita Zabierzów[15]
- Studio Treningowe „Power” Zabierzów[16];
- Krakowski Klub Sportowy „Jura Moto Sport”[17];
- Stowarzyszenie Wspierania Sportu Pływackiego w Zabierzowie[18];
- Uczniowski Klub Pływacki „Kmita” Zabierzów[19];
- Uczniowski Ludowy Klub Sportowy „Grot”[20];
- Zabierzowski Klub Kajakowy „Wir”[21];
- Klub Kolarski „Cyklo Jura Zabierzów”[22].

## Organizacje
- Chorągiew Krakowska Związku Harcerstwa Polskiego 5 Zabierzowski Szczep Harcerski „Kolumbowie” im. Batalionu „Parasol”[23];
- Homini et Terrae[24];
- Jurajska Izba Gospodarcza[25];
- Stowarzyszenie „Apetyt na Życie”[26];
- Stowarzyszenie Integracji Ochrony Przyrody i Dziedzictwa Kultury Doliny Rudawy w Zabierzowie[27];
- Stowarzyszenie „Ceramika bez granic”[28].

## Struktury wyznaniowe

### Kościół rzymskokatolicki
- Parafia św. Franciszka z Asyżu w Zabierzowie. Parafia erygowania została w 1908. Kościół parafialny wybudowany w latach 1908–1938, konsekrowany w 1938.

### Świadkowie Jehowy
Grupa wyznawców należy do zboru Kraków-Łobzów